# Berg (Heimenkirch)

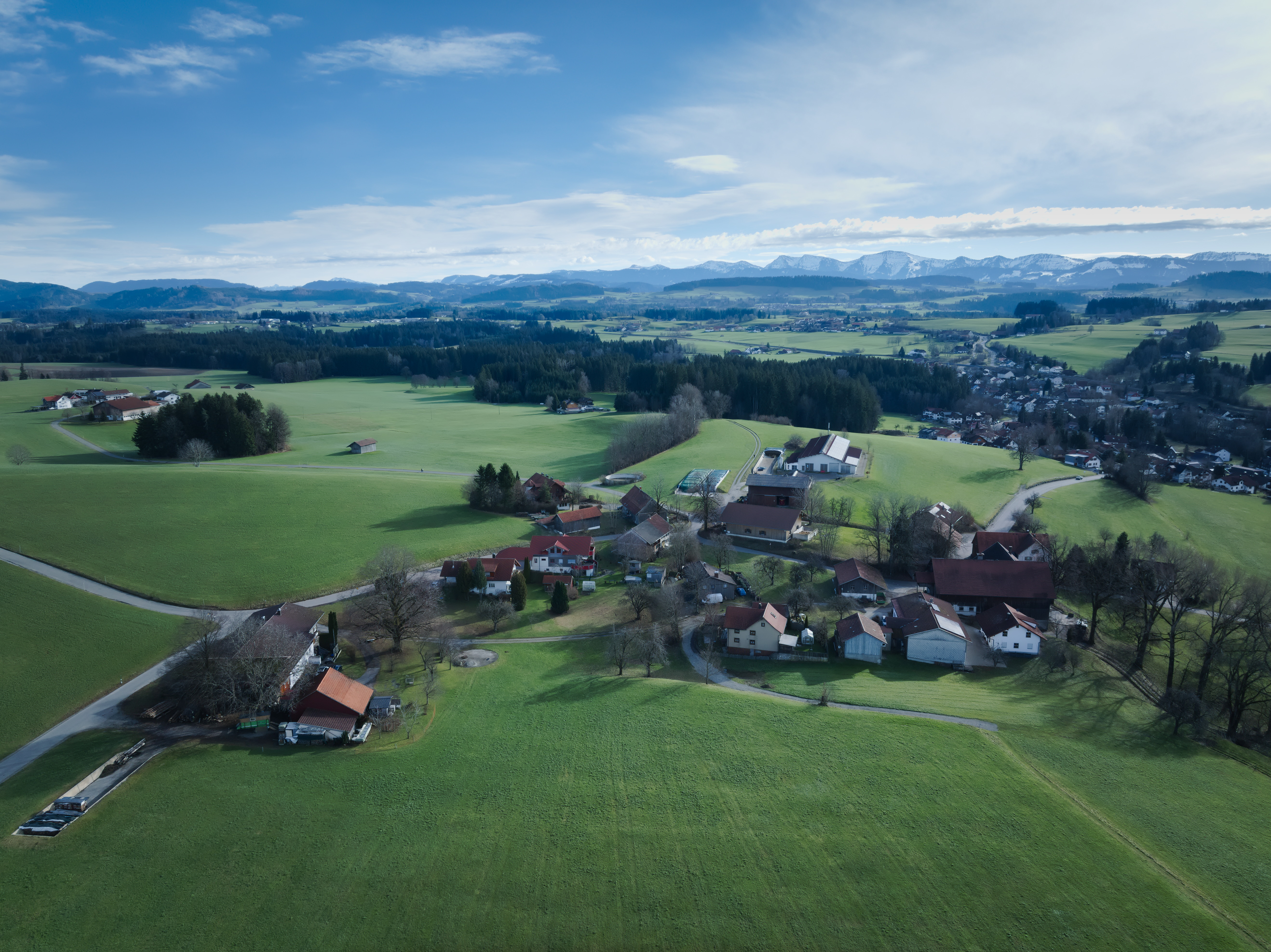
Berg mit Blick nach Südost auf die Nagelfluhkette

Berg (westallgäuerisch: Berkh, uf Berg nuf, ts Berg dobə) ist ein Gemeindeteil der Marktgemeinde Heimenkirch im bayerisch-schwäbischen Landkreis Lindau (Bodensee) in Bayern.

## Geographie
Das Dorf liegt direkt nordöstlich des Hauptortes Heimenkirch und es zählt zur Region Westallgäu.

## Ortsname
Der Ortsname stammt vom mittelhochdeutschen Wort bërc für Berg und bedeutet (Siedlung an der) Anhöhe.

## Geschichte
Berg wurde erstmals urkundlich im Jahr 1468 mit dem Habershof zu Berg erwähnt. 1770 fand die Vereinödung des Orts mit 20 Teilnehmern statt. 1818 wurden 20 Wohngebäude im Ort gezählt. Berg gehörte einst zum Gericht Simmerberg in der Herrschaft Bregenz.